# Большие Белевичи
Большие Беле́вичи (бел. Вялікія Бялевічы) — деревня в составе Семукачского сельсовета Могилёвского района Могилёвской области Республики Беларусь.

## История
В 1913 году действовала церковно-приходская школа.

## Население
- 1999 год — 435 человек
- 2010 год — 346 человек